# 呼延寔
呼延寔（？—322年），前趙武将。遠祖是匈奴贵族部落「呼衍部」、「呼延部」首领的后裔。
呼延寔在劉曜被任命为征南将军。322年二月，劉曜親征仇池的楊難敵。然而军中疫病流行，劉曜感染病重，与楊難敵讲和并撤军。秦州刺史陳安试图觐见劉曜，劉曜以病为由拒绝。陈安大怒，以为劉曜已经死了，于是劫掠而回。劉曜病重，不能骑马，就乘輿回到长安，让呼延寔部署在后方，監理輜重部隊。
当陈安率领精锐骑兵进攻呼延寔时，呼延寔被俘，輜重被夺。陳安将呼延寔带到自己面前，说道：“劉曜已经死了，你准备辅佐谁？不如跟我一起去成就大業。” 呼延寔大叫道：「你个狗东西。汝接受主上的寵禄。之前你背叛司馬保，现在背叛主上。你自己瞧瞧你的才能哪点比得上主上？我看你的首级不久将会悬挂在上邽街市。还谈什么大业。你快杀了我。把我的首级挂在上邽東門，我要看着主上的大軍进入上邽城」。陈安大怒，杀了呼延寔，并任命呼延寔長史鲁凭为参军。